# 대괴수 용가리
《대괴수 용가리(大怪獸-)》는 1967년 8월 13일에 발표 및 공개된, 대한민국의 김기덕 감독의 영화 작품이다.

## 제작
이 영화는 대한민국과 영국령 홍콩과 일본의 3대 공동 제작 하에 일본에서부터의 괴수 영화의 흥행에 힘입어 '극동영화'에서 일본의 기술자들의 기술을 빌려 제작하였다. 실물 크기의 정확한 도시의 축소 모형이 사용되었고, 특수한 장치와 촬영에 컬러 시네마스코프로 제작되었다. 1967년 3월에 촬영을 시작하여 총 3천만 원의 제작비를 들인 것으로 보도되었다.

## 줄거리
입에서 불을 뿜는 괴수 용가리가 서울 인왕산에 등장, 서울을 위협하면서 인간과 벌이는 싸움을 중심으로 한다.

## 출연

### 주연
- 오영일: 청년 우주 과학도 《고일우》 역
- 남정임: 고일우의 여자친구 《유순아》 역

### 조연
- 이순재: 유순아의 오빠 《유광남》 우주 비행사 역

## 대한민국 주요 제작 스태프
- 조명 감독: 박진수
- 미술 감독: 노인택

## 평가
《우주괴인 왕마귀》와 함께 괴수영화로서의 가능성을 향한 시도로 평가되었다.

## 트리비아
- 1999년 심형래 감독에 의해 《용가리》라는 이름으로 리바이벌(리메이크)되었다.
- 오영일, 남정임 등이 주연 및 이순재 등이 조연했고 '극동흥업'에서 제작하였다. 약 1300만원의 제작비가 소요되었다.
- 1954년 제작된 일본 영화 《고질라》라는 작품 등에서부터 많은 영향을 받았으며 해당 주요 소재를 장식한 요소(이른바 SF가 창안되기 이전에 이미 당대 원조 동양 아시아 국가의 SF)가 대부분이었다.
- 원본 영화가 유실 영화 작품이고 현재 남아있는 영화는 영어 자막의 더빙 영화 작품이다.

## 기타
《대괴수 용가리》는 미국에서 방송된 최초의 대한민국 영화 작품으로써 1972년 4월 1일 워싱턴에서 부활절 주말 텔레비전 프로그램으로 방송되었다.

## 같이 보기
- 《우주괴인 왕마귀》 (1967년)
- 《용가리》 (1999년)